# Storia della usenet italiana
La storia della Usenet in lingua italiana inizia in soc.culture.italian per proseguire nel 1993 con la creazione di ita.* da Marco Negri del Dipartimento di Scienze dell'Informazione dell'Università di Milano e altri amministratori News. Dopo il fallimento di questo progetto sulle sue ceneri nel 1995 fu costruita it.*.

Al giorno d'oggi altre tre gerarchie sono presenti nel panorama usenet italiano: la it-alt.*, la free.it.* e la italia.*. Altre gerarchie esistenti in passato, ma attualmente in disuso, sono la ita.* e la i2000.*.

## Gerarchia it.*

### Storia di it.* - 1994-95: Il progetto e l'avventura

#### Usenet e la sua "comunità"
A partire dal 1979 le Network News, un sistema pubblico di scambio di informazioni e messaggi in forma elettronica, sono state uno dei più formidabili strumenti di creazioni di "comunità virtuali" messi a disposizione dalla rete Internet e dalle varie reti ad essa collegate.
La struttura delle News consiste nell'avere moltissimi (nel 2002 circa 15000) gruppi specifici di discussione, ciascuno identificato da un nome che permetta di riconoscere a quale argomento esso sia dedicato: ad esempio, il gruppo di discussione sui Beatles è rec.music.beatles, mentre quello che contiene i messaggi che annunciano novità nell'ambiente Linux è comp.os.linux.announce. Usenet è la rete logica che comprende tutti i sistemi che partecipano allo scambio di news e al giorno d'oggi coincide in massima parte con Internet.
I gruppi sono organizzati in maniera gerarchica: significa che sotto delle etichette (ovvero delle gerarchie) che indicano un argomento c'è un'altra etichetta che indica un sotto argomento, e così via verso argomenti sempre più specifici, come nel caso di comp.os.linux.announce il cui argomento è "News sui calcolatori, e in particolare sui sistemi operativi, e in particolare sul S.O. linux; più specificatamente, annunci riguardo a linux". Pur non essendoci un "gestore di Usenet" vi sono procedure e consuetudini che la comunità si è data per mantenere la gerarchia e lo stile di utilizzo che va sotto il nome di netiquette; in particolare esistono regole precise per le RFD (Request For Discussion) e le CFV (Call For Votes), ovvero i passi formali per "proporre" un nuovo gruppo Usenet.
Dall'evoluzione di Usenet si sono formate le "big 8", ovvero le principali gerarchie che sono gestite da un gruppo centrale di persone e che ogni sito, che utilizzi Usenet, possiede: queste sono news.*, soc.*, rec.*, comp.*, sci.*, talk.*, misc.* e  humanities.*, e sono "internazionali" e quindi quasi esclusivamente in inglese, a parte pochi gruppi esplicitamente dedicati alla discussione di paesi o lingue diverse.
Molti però sin dall'inizio sono stati gli scontenti di questa organizzazione: chi voleva creare gruppi su argomenti "controversi" (come la sessualità), chi non voleva passare sotto le forche caudine del processo di voto, chi voleva gruppi limitati a una sola comunità, locale o "virtuale". Sono quindi nate gerarchie "alternative", ovvero non facenti parte del nucleo di Usenet e con distribuzione limitata, incompleta e comunque soggetta alle decisioni dei singoli amministratori dei siti. La prima e più famosa di queste è alt.*, in cui chiunque dotato di un minimo di capacità tecniche può creare un gruppo, e in cui abbondano i gruppi binari, ovvero contenenti immagini, filmati e altri tipi di file; oltre a alt.* ci sono gruppi specialistici come bionet.* o hepnet.*, e naturalmente gerarchie locali (come sf.*, per San Francisco) e gerarchie nazionali come la francese fr.* o la tedesca de.*.

#### Perché una gerarchia nazionale
Storicamente, l'unico gruppo di discussione in lingua italiana su Usenet era soc.culture.italian, la cui descrizione ("Italian people and their culture") lo poneva come luogo di dibattito sull'Italia da parte della utenza internazionale. Ma naturalmente il gruppo era preso d'assalto dalla comunità italiana su Internet, prima piccola e quasi tutta residente all'estero e poi sempre più ampia con la diffusione anche in Italia di Internet, con il risultato che il gruppo mescolava tantissimi articoli di politica alla ricetta del tiramisù ed alle regole dello scopone e frequenti, ricorrenti, discussioni sul come e se dividerlo in due o più gruppi.
Intorno al 1994, con la previsione dell'esplosione di Internet in Italia si cominciò a pensare a qualcosa di più articolato, e che potesse sostenere molti più utenti; in particolare con il Progetto SerRA dell'Università di Pisa si puntava molto sulle News come strumento principe per i neo-utenti di Internet e per il coinvolgimento di un'utenza non solo scientifica (visti i successi ottenuti con la gerarchia locale e con gli studenti a cui nello stesso periodo si cominciava a dare la possibilità di utilizzare la Rete). Inoltre, si sperava che l'apertura di spazi di discussione "neutrali" (cioè non ospitati da nessuna istituzione o fornitore) aiutasse lo sviluppo della Rete in Italia e la formazione di una cultura nazionale sull'argomento. Questa opportunità è ben evidenziata da questo messaggio di Maurizio De Cecco spedito a una lista di discussione italiana l'8 aprile 1995:
```
Una veloce considerazione sulla importanza "politica" (in senso lato)
della apertura dei Newsgroup in italiano.
Fino ad adesso, la apertura di un forum in rete richiedeva il possesso
fisico, o comunque la disponibilità a titolo gratuito od a
pagamento, di risorse hardware connesse alla rete.
Questo ha rappresentato spesso un problema per iniziative di
volontariato, o simili, ed è un problema che qualcuno si è dovuto
porre anche per questa lista, a suo tempo.
La nascita dei newsgroup, in cui un gruppo nasce svincolato da una
particolare macchina è di importanza fondamentale, permettendo
a chi vuole lavorare su una idea di forum di staccarsi dai "vili
problemi materiali" e di concentrarsi sui contenuti, e sulla ricerca
del consenso necessario.
Interrompe anche certi potenziali meccanismi di condizionamento o
di "orticello" legati ad una concezione localizzata dei forum,
di origine culturale, suppongo, legata al mondo delle BBS.
Insomma, secondo me i Newsgroup sono un mezzo essenziale a fare
di Internet ciò che e', a rendere "compiuta" la sua democrazia
interna, basata sulla libertà di ciascuno di creare alternative
all'esistente.
Insomma, uscire dai rapporti economici, ed entrare nei rapporti
di idee.
```

#### Prima di it.*
Esistendo già gerarchie per altre nazioni (fr.* francese, de.* tedesca, ...) ed essendo in grande crescita il numero di utenti italiani della Rete, la creazione di una gerarchia nazionale su Usenet per l'Italia era un'idea già considerata e anzi già messa in pratica. Marco Negri del Dipartimento di Scienze dell'Informazione (DSI) dell'Università di Milano e altri amministratori News avevano creato intorno al 1993 la gerarchia ita.* comprendente alcuni gruppi che non avevano però avuto grande diffusione a causa di uno scarso coordinamento fra i server italiani di News ed ebbero quindi limitato riscontro da parte dell'utenza. Inutile dire che l'informazione non fu mai esportata al di fuori del circuito nazionale.
Le discussioni su come ampliare la diffusione della gerarchia e come aiutare il suo sviluppo si svolgevano sul gruppo ita.news.admin che però non erano sufficientemente seguite a causa della scarsa propagazione della gerarchia stessa. Questo in un momento in cui gran parte del traffico news italiano era destinato a siti accademici e passava da Milano o da Pisa, principali newsserver nazionali.
Nel frattempo, gran parte dell'utenza hobbystica e privata (compresa quella del volontariato e degli "attivisti telematici") usava principalmente le aree di FidoNet come spazi di discussione e di aggregazione.

#### Primi passi
La discussione che si sviluppava (lentamente) su ita.news.admin fu rivitalizzata e nuova distribuzione fu assicurata al gruppo: inoltre si decise di procedere anche per posta elettronica per superare, e gestire, le difficoltà di diffusione dei gruppi. Nello stesso tempo Stefano Suin e Alessio Bragadini (del Progetto SERRA - Università di Pisa) cominciarono a pensare a una proposta complessiva che marcasse l'inizio della rinnovata iniziativa: per questo motivo si decise anche di concentrare l'attenzione su una gerarchia del tutto nuova chiamata, per analogia con le altre iniziative europee, it.*.
Lo schema con cui proporre una gerarchia italiana fu in larga parte influenzato dalla CFV, presentata il 24 luglio 1994, per la gerarchia nazionale us.*, ovvero per gruppi di discussione americani e non internazionali (per quanto la linea di demarcazione su Internet sia molto tenue). In quella proposta era prevista l'idea di un "US Hierarchy Coordinating Committee" che coordinasse la gerarchia e la preferenza per una votazione con soli voti favorevoli, come misura di valutazione del consenso, piuttosto che con voti favorevoli e contrari come accade sulle "big 7" di Usenet.
Si pensò allora a tutta una serie di iniziative atte a catalizzare l'interesse della comunità sulla gerarchia, prima fra tutte, l'assorbimento delle principali mailing list in lingua italiana; così, in via sperimentale, la gerarchia cominciò ad esistere e ad essere diffusa anche al di fuori della rete accademica GARR, ad esempio sul fornitore privato IUNet grazie a un apposito collegamento col server di Pisa. La proposta cominciò a girare sul gruppo it.news.admin e sulla lista news-ita(at)di.unipi.it, posta in gateway bidirezionale: in questo modo si riuscì ad avere nella discussione anche utenti che al momento non potevano utilizzare la gerarchia italiana ed agire in modo da allargare la diffusione della gerarchia stessa. Sul gruppo la proposta venne rifinita, e altri gateway tra liste e gruppi vennero aggiunti.
Nel dicembre 1994, per favorire la percezione negli utenti della nuova gerarchia fu anche creato il gruppo it.tv.tempo-reale, forum di discussione collegato alla trasmissione di Rai 3 Tempo reale.

#### La proposta formalizzata
La proposta definitiva fu presentata il 13 dicembre 1994 al convegno NIR-IT-2 di Milano col documento "Una proposta di standardizzazione della gerarchia nazionale IT*" concepito da Stefano Suin e Alessio Bragadini e che riportava come motivazione
Le idee cardine della proposta erano il supervisionamento della gerarchia da parte del GCNI (Gruppo Coordinamento dei Newsgroups Italiani - col tempo la "I" è caduta diventando GCN), il riadattamento delle regole classiche per le RFD e CFV e anche un ripensamento della gerarchia delle "big 8". Ai classici gruppi di annunci e discussioni relativi alla gerarchia stessa si sarebbe dovuto infatti aggiungerne altri che tenessero conto del fatto che in conseguenza dell'enorme diffusione di Internet l'utenza non era più formata esclusivamente da tecnici o accademici, e che consentissero una specializzazione della discussione migliore di quanto non possano fare i vari "recreational" e "society".
Si pensò quindi a gruppi come it.politica, it.sport, it.spettacolo, it.scienza, it.cultura, da sviluppare in apposite sotto-gerarchie che dessero all'utente uno schema più "tradizionale" di fruizione delle informazioni, ad esempio simile a quello che viene usato comunemente dai giornali e altri mass-media.
Uno dei problemi iniziali individuato era quello di favorire l'avvio e produrre il necessario volume di messaggi necessari a creare un vasto interesse e un grande numero di argomenti per la discussione. In quest'ottica l'interfacciamento con le principali mailing list italiane era visto come passaggio utile e praticabile. Questo viene effettuato in modo che ogni messaggio della mailing list si traduca in un post su un newsgroup corrispondente e viceversa. La stessa unità d'informazione (l'articolo o mail) può quindi essere acceduta sottoscrivendo la lettura di un newsgroup e quindi l'uso di un newsreader o sottoscrivendosi ad un listserver.

#### Gli intensi primi mesi del 1995
Il consenso misurato all'incontro di Milano era grande, e così partì la fase di creazione vera e propria della gerarchia e l'insediamento del Gruppo di Coordinamento; Luciano Guglielmi, già coordinatore del gruppo GARR-NIR e organizzatore delle giornate di Milano, fu nominato responsabile del coordinamento di questa discussione e delle procedure che porteranno alla nascita del Gruppo.
Nel frattempo fu reso operativo un "gruppo tecnico" col compito, come fatto sino a quel momento, di gestire l'eventuale creazione ufficiosa di nuovi gruppi, di verificare la propagazione della gerarchia, di assicurare i gateway con le mailing list e di sovrintendere in generale all'aspetto "tecnico" della nascita della gerarchia. In origine il gruppo era formato da David Vincenzetti e da Stefano Suin, responsabili News del DSI (Università di Milano) e del SerRA (Università di Pisa), cioè i due più trafficati siti news italiani.
Allo stato delle cose la composizione del gruppo di coordinamento era invece ancora tutta da decidere. La bozza iniziale di discussione prevedeva un componente per ciascuna delle aree principali della Rete italiana (INFN, CNR, consorzi, commerciali, università). Si vedrà nel seguito che questa visione era "datata" nel senso che la situazione dell'Internet italiano era talmente fluida da non poter essere previsto il peso specifico di ciascuna di queste entità di lì a pochi mesi. Inoltre, nuovi siti e fornitori si dichiaravano interessati al progetto aggiungendosi in maniera non preordinata: a partire dal 3 gennaio, infatti, it.* era diffusa anche a news.uoregon.edu, grosso server americano, dalla settimana successiva a newsstand.cit.cornell.edu e a diversi provider italiani come INet, IUNet, DSNet e MC-link.
Il 10 gennaio vengono creati una serie di gruppi che costituiranno una sorta di "nucleo" della gerarchia: a quelli indicati sopra si aggiunsero anche it.societa e it.scuola Alcuni gruppi proposti da partecipanti alla lista di discussione non trovano invece unanimità di consensi e non vengono creati. In particolare, la discussione se collegare o meno gruppi di it.* e aree FidoNet non trova soluzione, essendo i promotori e lo stesso coordinamento Fido italiano divisi se inserire questi gruppi in una apposita gerarchia oppure creare dei gateway bidirezionali tra ciascuna area e un gruppo Usenet.
L'8 febbraio viene pubblicato il manifesto del GCN, redatto da Luciano Guglielmi, che recita come preambolo:
All'interno del manifesto è evidente la definizione del GCN come gruppo di lavoro e di competenze per stimolare la diffusione delle News, favorire un migliore scambio dei feed tra i soggetti italiani e gestire la neonata gerarchia nazionale.
Il 22 febbraio viene pubblicata anche la bozza del regolamento di creazione (con buffi tentativi di traduzione delle espressioni RFD e CFV, che verranno presto eliminati). Rispetto al regolamento Usenet delle "big 8" le modifiche significative sono che:
1. non esistono voti favorevoli o contrari: il gruppo viene creato se vi sono almeno 50 persone interessate, oppure se nasce in collegamento con una mailing list con almeno 150 iscritti;
2. le varie procedure sono centralizzate dal Gruppo Coordinamento News (GCN), attraverso appositi indirizzi di posta elettronica;
3. è introdotta esplicitamente la possibilità di "rapporto" di un gruppo con una mailing list;
4. il voto può essere interrotto prima del suo scadere naturale se giungono nel frattempo sufficienti voti favorevoli;
5. il periodo di "purgatorio" susseguente a una richiesta di creazione fallita è ridotto da sei a tre mesi.

Altri servizi vengono sviluppati in modo da creare punti di comunicazione con la neonata gerarchia: al CRS4 di Cagliari viene installato un gateway dalla mail alle news che copre anche tutti i gruppi della gerarchia it.*: gli indirizzi sono nella forma nome.gruppo(at) crs4gw.crs4.it, p.es. it.sport(at) crs4gw.crs4.it. E grazie al lavoro di Stefano Renzi della Università Bocconi di Milano è realizzato un gateway con il listserver su mainframe IBM. Il primo gruppo su cui è stato realizzato l'esperimento è SCUOLA-IT che corrisponde al newsgroup it.scuola.
Il 13 marzo 1995 si apre ufficialmente la diffusione all'estero della gerarchia (come abbiamo visto, in realtà alcuni siti come il Los Alamos National Laboratory la ricevevano già da alcune settimane), in particolare verso news.univ-lyon1.fr, e il 31 marzo anche il regolamento per la creazione dei gruppi è ufficialmente in vigore.

#### Le persone, le elezioni
Il 27 aprile vengono indette le prime elezioni per i membri il gruppo esecutivo di NEWS-IT, cinque persone più due "supplenti" (le prime due non elette), elezioni svoltesi il 4 e 5 maggio.
A partire da un piccolo numero di votanti (25) che però al momento rappresentavano quasi tutti gli interessati al discorso "News in italiano" fu eletto come responsabile del gruppo Stefano Suin, e come altri componenti David Vincenzetti, Maurizio Pagani, Luciano Guglielmi e Maurizio Codogno. Alessio Bragadini e Giuseppe Tamborino furono nominati membri supplenti, il primo con l'incarico di segretario del gruppo.
Appena insediatosi il gruppo ha cominciato a usare come mezzo di discussione interna e di contatto da parte degli utenti la lista news-it-coord (at) unipi.it, a preparare la prima FAQ sulle News in Italia.
Insieme al lavoro continuo e "virtuale" sulla lista, il GCN cominciò a incontrarsi di persona ad intervalli regolari a partire dal 23 maggio 1995: la prima riunione, al CILEA di Segrate, pone i termini di lavoro del gruppo basati su una divisione dei compiti tra i membri e sul principio del silenzio-assenso per le decisioni. Vengono individuate delle aree di attività su cui concentrare il lavoro del gruppo: esse sono la diffusione e la razionalizzazione dei feed di news interni e verso l'estero, e la conseguente diffusione all'estero della gerarchia italiana, la pubblicizzazione dell'esistenza del Gruppo di Coordinamento, della gerarchia italiana e del servizio Usenet in generale, la preparazione di documentazione adeguata ed in italiano per gli utenti finali, la razionalizzazione e la gestione della gerarchia it.*. In particolare, Suin avrebbe provveduto a contattare il maggior numero di feed internazionali dei server italiani in modo da garantire la massima diffusione internazionale alla gerarchia it.*. Ugualmente si sarebbero installati feed limitati a it.* per tutti i server esteri che lo richiedevano.
Un altro aspetto importante del lavoro del GCN doveva essere quello di coordinare il traffico News tra i siti italiani: Guglielmi fu incaricato di organizzare una raccolta di dati sullo stato della rete Usenet italiana, in modo da preparare un registro e una mappa dei server italiani. Per meglio ottimizzare l'utilizzo delle risorse di rete, nella situazione in cui molti nodi della rete commerciale erano collegati con nodi della rete accademica, il Gruppo di Coordinamento auspicava infatti che non fossero posti ostacoli affinché entità commerciali e accademiche possano collaborare e scambiarsi feed completi. Una nota su questi argomenti fu preparata per essere sottoposta all'OTS-GARR del 7 luglio. Restava inteso che così come per altri servizi, lo scambio tra soggetti GARR e non-GARR non dovesse transitare su linee GARR, e comunque questo servizio fosse sempre soggetto alla condizione di non andare a detrimento dei soggetti GARR eventualmente richiedenti lo stesso servizio.
Furono anche fissate le linee guida per l'accettazione di nuovi gruppi: salvo che in via eccezionale dovuta a forti e precise motivazioni, non sarebbero state accettate Richieste Formali di Discussione (RFD) per la creazione di gruppi che si posizionassero nella gerarchia al livello immediatamente sottostante it. (esempio: it.mountain-bike). Le sottogerarchie, dette anche "di secondo livello", sotto le quali dovrebbero venire creati i gruppi vennero stabilite essere associazioni, comp, cultura, discussioni, hobby, fan, lavoro, news, notizie, politica, scienza, scuola, spettacolo, sport, test.
it.news.admin venne sostituito dai gruppi it.news.gestione, it.news.annunci (moderato), it.news.discussioni e it.news.aiuto; la mailing list news-ita venne posta in gateway con il gruppo it.news.discussioni. La durata minima del periodo di discussione di una RFD venne ridotta da 30 a 15 giorni, e si decise inoltre che il gruppo di coordinamento potesse rimuovere un gruppo della gerarchia in caso di scarso traffico: un valore di riferimento fu fissato in 100 articoli in tre mesi.
Vista la probabile volontà dei gestori di gerarchie locali (come bologna.*) di avere questi gruppi localizzati sotto la gerarchia nazionale in modo da avere una migliore diffusione, si decise che sarebbe stata creata una sottogerarchia (it.reticiviche.*) che raccogliesse le diverse aree locali e fungesse da strumento di "trasporto". La gerarchia it.reticiviche.bologna.* sarà attivata il 19 dicembre 1995.

#### Il completamento dell'attivazione
Verso agosto la distribuzione verso l'estero dei gruppi it.* si attesta su ottimi livelli, grazie al feed con l'Università dell'Oregon che è uno dei dieci maggiori centri mondiali. Il traffico con l'Europa continua ad essere egregiamente servito dai due feeder principali, presso l'Università di Lione e il sito switch.ch (che supporta i siti accademici svizzeri).
L'8 settembre entra in funzione il dominio di posta elettronica news.nis.garr.it che caratterizza gli indirizzi amministrativi del GCN, e cinque giorni dopo viene pubblicata la prima CFV, relativa al gruppo it.politica.reti che verrà approvato con 58 voti a favore. Altre seguiranno a breve, tra cui quella di it.spettacolo.cartoni (ora it.arti.cartoni, la cui RFD era stata proposta da Andrea Controzzi l'11 luglio) che diventerà il gruppo con maggiore traffico della gerarchia e un esempio di "comunità virtuale".
Vengono chiusi gli ultimi gruppi ita.* ancora presenti e il 17 novembre nella lista mondiale dei moderatori dei gruppi vengono aggiunte le configurazioni per it.*. Il 1995 si chiude quindi con la gerarchia a regime e la sua piena accettazione all'interno del "sistema Usenet" mondiale.

## Gerarchie it-alt.* e free.it.*
La gerarchia it-alt.* non ha un gruppo di gestione unico ed ufficiale.

I due principali gruppi che si occupano della gerarchia sono:
- GNUg
- Free It Alt Group.

La free.it.* è gestita dal  Free It Alt Group.

## Gerarchia italia.*
La gerarchia italia.* che contiene newsgroup tematici sulle realtà locali, suddivise in province.

## Gerarchia i2000.*
La gerarchia i2000.* fu un tentativo di creare un insieme di newsgroup in cui i partecipanti dovessero autenticarsi per poter contribuire, in modo da evitare la possibilità di falsificazioni, troll e altri fenomeni di disturbo (vedi sito). Non raggiunse mai significativa diffusione.